# Aphanomerella ovi
Aphanomerella ovi är en stekelart som beskrevs av Alan Parkhurst Dodd 1913. Aphanomerella ovi ingår i släktet Aphanomerella och familjen gallmyggesteklar. Inga underarter finns listade i Catalogue of Life.